# 619
619 (DCXIX) je bilo navadno leto, ki se je po julijanskem koledarju začelo na ponedeljek.

## Dogodki
- 1. januar

## Smrti
Neznan datum
- Šibi kagan, drugi kagan Vzhodnega turškega kaganata (* ni znano)